# Liste der Premierminister von Grenada
Liste der Premierminister von Grenada
| Name                    | Lebensdaten | Amtszeit                             |
| ----------------------- | ----------- | ------------------------------------ |
| Sir Eric Gairy          | 1922–1997   | 7. Februar 1974 – 13. März 1979      |
| Maurice Bishop          | 1944–1983   | 13. März 1979 – 14. Oktober 1983     |
| Bernard Coard           | * 1944      | 14. Oktober 1983 – 19. Oktober 1983  |
| Hudson Austin           | 1938–2022   | 19. Oktober 1983 – 25. Oktober 1983  |
| Nicholas Brathwaite     | 1925–2016   | 9. Dezember 1983 – 4. Dezember 1984  |
| Herbert Blaize          | 1918–1989   | 5. Dezember 1984 – 19. Dezember 1989 |
| Ben Joseph Jones        | 1924–2005   | 20. Dezember 1989 – 16. März 1990    |
| Nicholas Brathwaite     | s. o.       | 16. März 1990 – 1. Februar 1995      |
| George Brizan           | 1942–2012   | 1. Februar 1995 – 22. Juni 1995      |
| Keith Claudius Mitchell | * 1946      | 22. Juni 1995 – 9. Juli 2008         |
| Tillman Thomas          | * 1945      | 9. Juli 2008 – 20. Februar 2013      |
| Keith Claudius Mitchell | s. o.       | 20. Februar 2013 – 24. Juni 2022     |
| Dickon Mitchell         | * 1978      | 24. Juni 2022 – amtierend            |